# ルーズベルト郡 (ニューメキシコ州)
ルーズベルト郡 (英: Roosevelt County) はアメリカ合衆国ニューメキシコ州にある郡。2000年の総人口は18,018人で、郡庁所在地はポーテイルズである。

## 地理
総面積は6,358 km² (2,455 mi² )。陸地面積は6,342 km² (2,448 mi²)で、水面積は16 km² (6 mi²)で全体の0.26%である。

## 近接する郡
- カリー郡 (ニューメキシコ州) - 北
- クワイ郡 (ニューメキシコ州) - 北
- デバカ郡 (ニューメキシコ州) - 西
- チャベス郡 (ニューメキシコ州) - 西
- リー郡 (ニューメキシコ州) - 南
- コクレーン郡 (テキサス州) - 南東
- ベイリー郡 (テキサス州) - 東

## 人口統計
以下は2000年国勢調査における人口統計データである。
| 基礎データ - 人口: 18,018人 - 世帯数: 6,639世帯 - 家族数: 4,541家族 - 人口密度: 3/km² (7/mi²） - 住居数: 7,746軒 - 住居密度: 1/km² (3/mi²) 人種別人口構成 - 白人: 74.14% - アフリカン・アメリカン: 1.65% - ネイティブアメリカン: 1.10% - アジア人: 0.62% - 太平洋諸島系:0.07% - その他の人種: 19.76% - 混血(2人種間以上の): 2.65% - ヒスパニック・ラテン系: 33.29% 世帯と家族（対世帯数） - 全世帯数: 6,639世帯 - 18歳未満の子供がいる:35.50% - 結婚・同居している夫婦: 53.00% - 未婚・離婚・死別女性が世帯主: 11.70% - 非家族世帯: 31.60% - 単身世帯: 24.70% - 65歳以上の老人1人暮らし: 9.10% - 平均構成人数 - 世帯: 2.60人 - 家族: 3.14人 | 年齢別人口構成 - 18歳未満: 28.10% - 18-24歳: 16.00% - 25-44歳: 25.50% - 45-64歳: 18.30% - 65歳以上: 12.10% - 年齢の中央値: 30歳 - 性比（女性100人あたり男性の人口） - 総人口: 96.50人 - 18歳以上: 93.50人 収入と家計 - 収入の中央値 - 世帯: 26,586米ドル - 家族: 31,813米ドル - 性別 - 男性: 26,170米ドル - 女性: 20,684米ドル - 人口1人あたり収入: 14,185米ドル - 貧困線以下 - 対家族: 17.30% - 対人口: 22.70% - 18歳未満: 25.10% - 65歳以上: 16.80% |

## 主な市および町
- ポーテイルズ（郡庁所在地）
- Causey
- Dora
- Elida
- Floyd
- Kenna
- Milnesand